# Lijst van beelden in Woerden
Dit is een (onvolledige) lijst van beelden in Woerden. Onder een beeld wordt hier verstaan elk driedimensionaal kunstwerk in de openbare ruimte van de Nederlandse gemeente Woerden, waarbij beeld wordt gebruikt als verzamelbegrip voor sculpturen, standbeelden, installaties, gedenktekens en overige beeldhouwwerken.
Voor een volledig overzicht van de beschikbare afbeeldingen zie: Beelden in Woerden op Wikimedia Commons.
| Geplaatst     | Omschrijving | Kunstenaar                                 | Straat | Plaats   | Materiaal                                           | Afbeelding |
| ------------- | --- | ------------------------------------------ | --- | -------- | --------------------------------------------------- | ---------- |
| 1892          | Sint-Bonaventura | onbekend                                   | Rijnstraat Sint-Bonaventurakerk | Woerden  | steen                                               |            |
| 1954          | Oorlogsmonument, Woerden (gedenknaald) | A.N. van Donkelaar                         | Middenweg / Boschsloot | Woerden  | brons, natuursteen en kunstbeton                    |            |
| 1954          | Jongens bij een aambeeld | onbekend                                   | Van Helvoortlaan Kalsbeek College | Woerden  | steen                                               |            |
| 1956          | Veulen | Pieter Starreveld                          | Burgemeester Breenplantsoen | Kamerik  | steen                                               |            |
| 1961          | De Goede Herder | Han van Hattem                             | Overstek 2e | Kamerik  | glas, keramiek, natuursteen                         |            |
| 1963          | Juliana en Bernhard bank, ter gelegenheid van het huwelijk van Juliana en Bernhard in 1937 | M. vd Heijden                              | Westdampark, Ravelijnsingel | Woerden  | baksteen en hout                                    |            |
| 1963          | Stadsomroeper | Marian Gobius                              | Rijnstraat | Woerden  | brons en beton                                      |            |
| 1967          | onbekend | Cor Dam                                    | Jozef Israelslaan 56 Kalsbeek College | Woerden  | keramiek                                            |            |
| 1968          | Haan | Joop Hekman                                | Hendriklaan 9 schoolplein Basisschool De Notenbalk | Harmelen | brons                                               |            |
| 1968          | Ark | Arie Teeuwisse                             | Utrechtsestraatweg 50, Kapel, Zorgcentrum Woerden | Woerden  | onbekend                                            |            |
| 1969          | Drie Vossen | Marcus Ravenswaaij                         | Hofplein | Woerden  | brons met zwerfkeien                                |            |
| 1969          | Het Bruidspaar of Op weg naar het stadhuis | Marcus Ravenswaaij                         | Westdam | Woerden  | brons                                               |            |
| 1970          | De Kangoeroe | Jits Bakker                                | Jan Steenstraat bij de Rembrandt van Rijnschool | Woerden  | brons                                               |            |
| 1970          | De Visser | Jos Pirkner                                | Jozef Israelslaan / Rembrandtlaan | Woerden  | brons                                               |            |
| 1970          | De Wielrenners. Ter ere van Arie van Vliet | Jos Pirkner                                | Oostsingel | Woerden  | brons                                               |            |
| 1972          | Spelende kinderen | Marcus Ravenswaaij                         | Stationsplein-Noord. Staat sinds maart 2013 voor het station, voorheen stond het tot aan 2011 in een parkje naast het station waar hij ernstig vervuild raakte. Daarvoor had deze een plaats midden in het centrum van Woerden.                                                                                            | Woerden  | brons en staal                                      |            |
| 1973          | gevelsteen De Bijenkorf "Rotterdam" | Hendrik van den Eijnde                     | Middellandbaan 1-3, voorheen Distributiecentrum Woerden (De Bijenkorf) | Woerden  | steen                                               |            |
| 1973          | Jongen met duif in zijn hand | Kees van der Laan (1903-1983)              | Kloosterweg waarmee de jongen de toekomst voorstelt en de duif de vrede. Door de Rabobank Harmelen als geschenk aan de gemeente aangeboden ter gelegenheid van het nieuwe bankgebouw op de Kloosterweg. De duif is eenmaal vernield teruggevonden en herplaatst; na de tweede keer heeft geen herstel meer plaatsgevonden. | Harmelen | brons                                               |            |
| 1974          | Moeder en kind | Taeke Friso de Jong                        | Van Slingelandt-lanen bij 125 | Woerden  | brons                                               |            |
| 1974          | Kinderen die muzieknoten beklimmen | Willem Lenssinck                           | Hendriklaan 9, (kbs De Notenbalk) | Harmelen | brons                                               |            |
| 1975          | De Volleybalsters | Jos Pirkner                                | Jozef Israelslaan 58, Sporthal Thijs Van De Polshal | Woerden  | brons                                               |            |
| 1975          | Man met kruiwagen | Gooitzen de Jong                           | Van Helvoortlaan / Burg. H.G. van Kempensingel | Woerden  | brons                                               |            |
| 1976          | Twee mussen | Jan Vermaat                                | Stromenlaan 128, in basisschool de Achtsprong | Woerden  | brons, hout, marmer                                 |            |
| 1977          | Man en paard | Taeke Friso de Jong                        | Burgemeester Breenplantsoen | Kamerik  | kalksteen(Vaurion) en Witsteen                      |            |
| 1977          | Twee vogels | Jos Pirkner                                | Abeellaan Praktijkschool Woerden | Woerden  | brons                                               |            |
| 1977          | De bokspringer en de balgooier | Bouke Ylstra                               | Minkemalaan Minkema College | Woerden  | Baksteen                                            |            |
| 1978          | De Pannenbakkers | Ineke van Dijk                             | Boerendijk/ Leidsestraatweg | Woerden  | brons                                               |            |
| 1979          | wandreliëf Voetballers | Jan Vermaat                                | Waardsedijk 31, Clubgebouw Sportlust ’46 | Woerden  |                                                     |            |
| 1980          | Pik, olie of Dik | Jan Vermaat                                | Schoollaan 6, (rkbs St Bavo) | Harmelen |                                                     |            |
| 1980          | Baltsende zwanen | Taeke Friso de Jong                        | Middenweg / Milandweg | Zegveld  | brons                                               |            |
| 1981          | Samenwerking | Cor Jong                                   | Meeuwenlaan | Woerden  | brons                                               |            |
| 1981          | De Muntmeester | Arie Teeuwisse                             | Westdam | Woerden  | brons                                               |            |
| 1982          | Voor de mensenrechten | Jan Vermaat                                | Kasteel van Woerden Oostdam / Prins Hendrikkade | Woerden  | brons                                               |            |
| 1983          | Drie koeien | Elselien van der Graaf                     | Clausstraat | Zegveld  | brons                                               |            |
| 1985          | Oorlogsmonument, Monument voor omgekomen burgers Zegveld | Amke Homan                                 | Milandweg | Zegveld  | brons, marmer                                       |            |
| 1986          | Schrijvend meisje | Jan Vermaat                                | Botter 2 CBS Constantijnschool | Woerden  | brons                                               |            |
| 1986          | Drie schaatsers | Taeke Friso de Jong                        | Oostdam / Stationsweg | Woerden  | brons                                               |            |
| 1986          | De Golf, ook wel de Zwemster | Jan Vermaat                                | Molenvlietbaan / Hollandbaan | Woerden  | brons                                               |            |
| 1987          | De jager (man met trekschuit) | Jan Vermaat                                | Rijnkade / Weteringdwarsstraat | Woerden  | brons                                               |            |
| 1988          | De Grens (Object in RVS) | Cock Fontaine Erica Hagoort                | Rembrandtlaan, hoek Leidsestraatweg, in groenstrook | Woerden  | RVS                                                 |            |
| 1989          | Gedenkteken Kamerik zelfstandig | Taeke Friso de Jong                        | Meent / van Teylingenweg | Kamerik  | brons en natuursteen                                |            |
| 1992          | Het Orakel van Woerden | Han Goan Lim                               | Winkelcentrum Molenvliet | Woerden  | beton en staal                                      |            |
| 1992          | Lezende vrouw | Jan Vermaat                                | Polanerbaan 2, (Antoniusziekenhuis, binnentuin) | Woerden  |                                                     |            |
| 1993          | Hier liep de grens | Puck Sluys                                 | Europabaan / Wulverhorstbaan | Woerden  | beton                                               |            |
| 1993          | Zonnebloemen of De Vuilnisroos | Jaap van Bemmel                            | Waardsebaan / Parklaan, Wijkpark Molenvliet | Woerden  | beton,staal                                         |            |
| 1994          | Sublime Symbols | Peter van de Locht                         | Polanerbaan 2 Zuwe Hofpoort Ziekenhuis | Woerden  | steen                                               |            |
| 1995          | Welkom | Gerard Brouwer                             | Oudelandseweg Park Oudelandt | Woerden  | brons                                               |            |
| 1995          | Vliegers | Anke Ligteringe                            | Pompmolenlaan, hoek Korenmolenlaan | Woerden  | staal                                               |            |
| 1996          | Nakaarten | Hetty Noorman                              | Blekerijlaan Regionaal Psychisch Centrum Woerden | Woerden  |                                                     |            |
| 1996          | Drukkers in verzet | Taeke Friso de Jong                        | Kerkplein | Woerden  | brons                                               |            |
| 1996          | Herindelingsmonument Woerden | Hans van der Pennen                        | Polanerbaan, in groenstrook nabij viaduct en station | Woerden  | terracotta                                          |            |
| 1996 of later | wandreliëf | Jan Vermaat                                | Clubgebouw Tennisclub Woerden, Aert van Gelderstraat 3 | Woerden  | Keramiek                                            |            |
| 1997          | Permanent wave | Jan Vermaat                                | Utrechtsestraatweg 50, Careyn Weddesteyn | Woerden  | dolomiet                                            |            |
| 1998          | Herman de Man (reliëf ) | Jan Vermaat                                | Rijnstraat 24 | Woerden  |                                                     |            |
| 1998          | Lichtpunt in de levenscyclus | Guy Janssen                                | Burg. H.G. van Kempensingel | Woerden  | steen                                               |            |
| 1998          | Palace of Snails | Kemal Tufan                                | Burg. H.G. van Kempensingel | Woerden  | steen                                               |            |
| 1998          | Ritmo della Goccia (Golvenritme) | Antonio di Tommaso                         | Burg. H.G. van Kempensingel | Woerden  | steen                                               |            |
| 1998          | Energy H2O | Panaite Chifu                              | Burg. H.G. van Kempensingel | Woerden  | steen                                               |            |
| 1998          | Canal Organico | João Antero                                | Burg. H.G. van Kempensingel | Woerden  | steen                                               |            |
| 1998          | Monument to Whale | Miguel Isla                                | Burg. H.G. van Kempensingel | Woerden  | steen                                               |            |
| 1998          | Golf met Zwemmer | Joop Wouters                               | Burg. H.G. van Kempensingel | Woerden  | steen                                               |            |
| 1998          | Vrouwenfiguur in het water | Dinu Rădulescu                             | Burg. H.G. van Kempensingel | Woerden  | steen                                               |            |
| 1998          | Narcissus | Ivo Bryon                                  | Burg. H.G. van Kempensingel | Woerden  | steen                                               |            |
| 1998          | Waiting for the Rain | Bruno Saas                                 | Burg. H.G. van Kempensingel / Van Helvoortlaan | Woerden  | steen                                               |            |
| 1999          | Wachter of Scherf | Jan Vermaat                                | Van der Valk Boumanlaan 16 | Woerden  |                                                     |            |
| 1999          | Wervel | Jan Vermaat                                | Stationsweg 10 | Woerden  | RVS                                                 |            |
| 1999          | Beschutten Beschermen | Taeke Friso de Jong                        | Houttuinlaan (Politiebureau) | Woerden  | brons                                               |            |
| 2000          | De dryade | Jerome Symons                              | Andersenhof 2 Andersenschool | Woerden  | Steen en staal                                      |            |
| 2000          | Bollen | Martijn Smits                              | Middenweg | Zegveld  | steen                                               |            |
| 2000          | Bollen | Martijn Smits                              | Pyreneeënstraat bij 12 | Woerden  | steen                                               |            |
| 2001          | Monnik | Peter Petersen (1947)                      | Kloosterweg (verwijderd in 2022) | Harmelen | brons                                               |            |
| 2002          | Een familiefoto, Joods monument | Ingrid Mol                                 | Prins Bernhardlaan / Wilhelminalaan | Woerden  | keramiek                                            |            |
| 2003          | Oost west thuis best Bestaande uit meerdere lichtbakken met spreuken in het trottoir: Duur is altijd mooi Wat is uw boodschap? De overdaad doet geen kwaad                                                      | Giny Vos                                   | Winkelcentrum Snel en Polanen | Woerden  | neonverlichting in waterdichte glazen bak           |            |
| 2003          | Zonder titel | Jan Ros                                    | Eilandenkade kruising Harzstraat en Bergstraat | Woerden  | onbekend                                            |            |
| 2004          | Dr.J.Dijkstra, chirurg | Marcus Ravenswaaij                         | In de hal van het Hofpoort Ziekenhuis, tot 2004 in de Dr.J.Dijkstrahal (sporthal) daarna over geplaatst naar het ziekenhuis. | Woerden  | brons (buste)                                       |            |
| 2005          | Titel: "Opdat wij niet vergeten." Op de gebrandschilderde glasplaat zijn gezichten afgebeeld die het verdriet en de wanhoop van de oorlog uitdrukken. De gele driehoekige scherf in het midden staat voor hoop. | Ineke Smienk                               | Op de begraafplaats aan de Meeuwenlaan, tegenover de ingang | Woerden  | Glas, glas-in-lood, RVS                             |            |
| 2006          | Independent | Hanneke de Graaf                           | Jozef Israelslaan 56 Kalsbeek College | Woerden  | brons                                               |            |
| 2006          | Hooiopper | André Pielage                              | Geestdorp, begraafplaats Rijnhof | Woerden  | gegalvaniseerd staal                                |            |
| 2007          | Don't expect | Sanne Kasius                               | Jozef Israelslaan 56 Kalsbeek College | Woerden  | brons                                               |            |
| 2007          | De ruimteridder van Woerden | Pepijn van den Nieuwendijk                 | Veluwemeer 112 | Woerden  | keramiek                                            |            |
| 2007          | Robot in de achtergrond cactussen | Pepijn van den Nieuwendijk                 | Vierwoudstedenmeer, gebouw Het Carré | Woerden  | keramiek                                            |            |
| 2007          | Driepoot of Driebenig (internationaal beeldhouwsymposium Sitting Art in mei 2007) | Algirdas Kuzma                             | Oostsingel | Woerden  | steen                                               |            |
| 2007          | geen titel of Golfslag | Soňa Samašová                              | Oostsingel | Woerden  | steen                                               |            |
| 2007          | Engel | Marie Šeborová                             | Meulmansweg, haven | Woerden  | steen                                               |            |
| 2007          | Oor | Zigmunds Bielis                            | Jozef Israelslaan / Rembrandtlaan | Woerden  | steen                                               |            |
| 2007          | Om en Om | Dejan Pfeifer                              | Meulmansweg, haven | Woerden  | steen                                               |            |
| 2007          | zonder titel | Christos Lanitis                           | Wijkpark Molenvliet | Woerden  | steen                                               |            |
| 2007          | Zeereis | Austin Camilleri                           | Marshalllaan | Woerden  | steen                                               |            |
| 2007          | Voet of Láb | Boldizsár Szmrecsányi                      | Molenweg / Bernhardstraat | Zegveld  | steen                                               |            |
| 2007          | In Morpheus Armen | Dominika Griesgraber                       | Raadhuislaan | Harmelen | steen                                               |            |
| 2007          | Sprookjesbed | Anne Rudanovsky                            | Beukenlaan | Kamerik  | steen                                               |            |
| 2007          | Havenzathe (muurreliëf) Binnen in het gebouw nog 3 reliëfs met schepen | Jan Vermaat                                | Emmakade 6, Appartementencomplex HavenZathe | Woerden  | Frans kalksteen                                     |            |
| 2008          | Scream | Marjon Schippers                           | Jozef Israelslaan 56 Kalsbeek College | Woerden  | brons                                               |            |
| 2008          | Spacecow en de blauwe weilanden | Pepijn van den Nieuwendijk                 | Balatonmeer 2 | Woerden  | Keramiek                                            |            |
| 2008          | Satelliet in de sloot | Pepijn van den Nieuwendijk                 | Balatonmeer 1 | Woerden  | keramiek                                            |            |
| 2008          | Groeisels (een van de in totaal drie) | Tanja Smeets                               | Veluwemeer 200 | Woerden  | keramiek                                            |            |
| 2008          | Groeisels (een van de in totaal drie) | Tanja Smeets                               | Tornemeer 1 | Woerden  | keramiek                                            |            |
| 2008          | Groeisels (een van de in totaal drie) | Tanja Smeets                               | Tornemeer 16 | Woerden  | keramiek                                            |            |
| 2008          | Nestelplekken (een van de in totaal 3) | Moritz Ebinger                             | Kallameer KBS de Regenboog | Woerden  | keramiek                                            |            |
| 2008          | Nestelplekken (een van de in totaal 3) | Moritz Ebinger                             | Veluwemeer, Kallahof | Woerden  | keramiek                                            |            |
| 2008          | Nestelplekken (een van de in totaal 3) | Moritz Ebinger                             | Inarimeer | Woerden  | keramiek                                            |            |
| 2009          | Held op sokken | Paulien Verlaan                            | Jozef Israelslaan 56 Kalsbeek College | Woerden  | brons                                               |            |
| 2010          | Innovation | Jan Vermaat                                | Carrosserieweg 3/ Steinhagenseweg | Woerden  |                                                     |            |
| 2011          | Beeld van Westdam | André Kruysen                              | Westdam / Rijnstraat | Woerden  | staal                                               |            |
| 2014          | Laur(i)um | Niels Albers                               | Oudelandseweg ter hoogte van het Brediuspark | Woerden  | hout                                                |            |
| 2014          | Soofie, een Social Sofa | Ell-is                                     | Jaagpad Oude Rijn, bij Barwoutswaarder 41 | Woerden  | beton met keramiektegels                            |            |
| 2014          | De koe van Woerden | Arte Ateliers                              | Meulmansweg, plein bibliotheek | Woerden  | graniet                                             |            |
| 2014          | Romeinse schoenen lopen de Limesbrug over. | Helmi Schellinger en Annelies van der Sman | Op de brug over de Oude Rijn in de N198, bij Geestdorp 27 | Woerden  | Keramiek van klei opgediept uit een Woerdense sloot |            |
| 2015          | Kop van de Woerdense kunstschilder Leo Gestel | Judith Pfaeltzer                           | In het park ten noorden van de Petruskerk en Stedehuys | Woerden  | brons                                               |            |
| 2015          | Oorlogsmonument Harmelen, Vrijheid | Ineke Smienk                               | Kloosterweg Voor de kerk | Harmelen | natuursteen                                         |            |
| 2018          | Het Wonder van Woerden |                                            | Rotonde in Wulverhorstbaan/Middellandbaan | Woerden  | cortenstaal                                         |            |
| 2019          | Monument voor stilgeboren kinderen | onbekend                                   | Kanis, Mijzijde, Kerkhof | Kanis    |                                                     |            |
| 2021          | Social Sofa | onbekend                                   | Oostsingel | Woerden  | Mozaïek op beton                                    |            |
| 2021          | Moluks Monument 70 jaar Molukkers in Woerden | Taeke Friso de Jong                        | Kazernestraat | Woerden  | Brons                                               |            |
| onbekend      | Reconciliation | Amos Supuni                                | Blekerijlaan Stadhuis, personeelsingang achterzijde | Woerden  |                                                     |            |
| onbekend      | Sint Franciscus van Assisi | onbekend                                   | Rijnstraat Sint-Bonaventurakerk | Woerden  | steen gepolychromeerd                               |            |
| onbekend      | Kastanjes | José Pirkner                               | Aalberse Lanen | Woerden  | brons                                               |            |
| onbekend      | onbekend | onbekend                                   | Brediuspark | Woerden  | steen                                               |            |
| onbekend      | Het Monameisje | Judith Braun                               | Blekerijlaan 14, in de binnentuin van het stadhuis van Woerden | Woerden  | brons                                               |            |
| onbekend      | zonder titel | onbekend                                   | in plantsoentje bij fietserstunnel station | Woerden  | beton, staal                                        |            |
| onbekend      | Kikker | onbekend                                   | Raadhuislaan 1 op de hoek met de Acacialaan | Harmelen | steen                                               |            |
| onbekend      | onbekend | onbekend                                   | Schoollaan 8 (voormalige locatie:Willem Alexanderlaan PCBS De Fontein) | Harmelen | ijzer                                               |            |
| onbekend      | onbekend beschadigd (2011) | onbekend                                   | Mijzijde 76a BS De Wijde Blik | Kamerik  | keramiek                                            |            |
| onbekend      | Reiger | onbekend                                   | Lange Meentweg N463 | Kamerik  | steen                                               |            |
| onbekend      | Zwaan | onbekend                                   | Ingenieur Enschedeweg N212 | Kamerik  | steen                                               |            |
| onbekend      | Crucifix | onbekend                                   | Mijzijde Kerkhof | Kanis    | onbekend                                            |            |
| onbekend      | Piëta | onbekend                                   | Mijzijde Kerkhof | Kanis    | steen                                               |            |
| onbekend      | Bret | Marie-José Wessels                         | Polanerbaan 2, St. Antonius Ziekenhuis bij het restaurant | Woerden  |                                                     |            |